# Kim Pyung-rae
Đây là một tên người Triều Tiên, họ là Kim.
Kim Pyung-Rae (Hangul: 김평래; 9 tháng 11 năm 1987) là một tiền vệ bóng đá Hàn Quốc, hiện tại thi đấu cho Jeonnam Dragons ở K League Classic.

## Sự nghiệp
Anh bắt đầu sự nghiệp bóng đá ở câu lạc bộ tại Giải bóng đá ngoại hạng Ukraina FC Metalurh Zaporizhya. Kim có màn ra mắt cho Metalurh Zaporizhya ngày 2 tháng 8 năm 2009 trước Illichivets sau khi vào sân từ ghế dự bị ở phút thứ 65.